# Nobelpoort

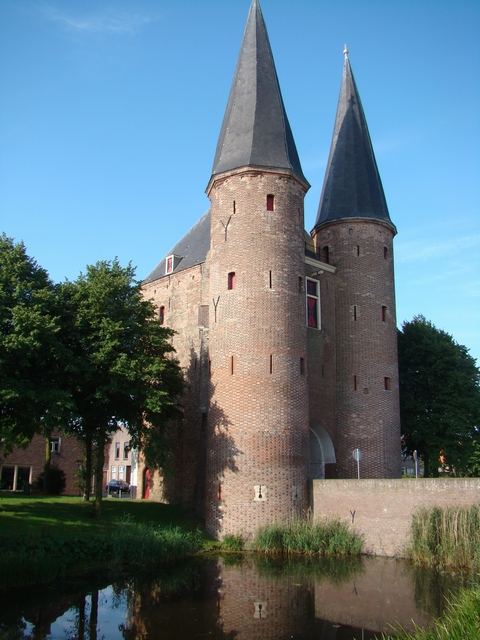
Nobelpoort

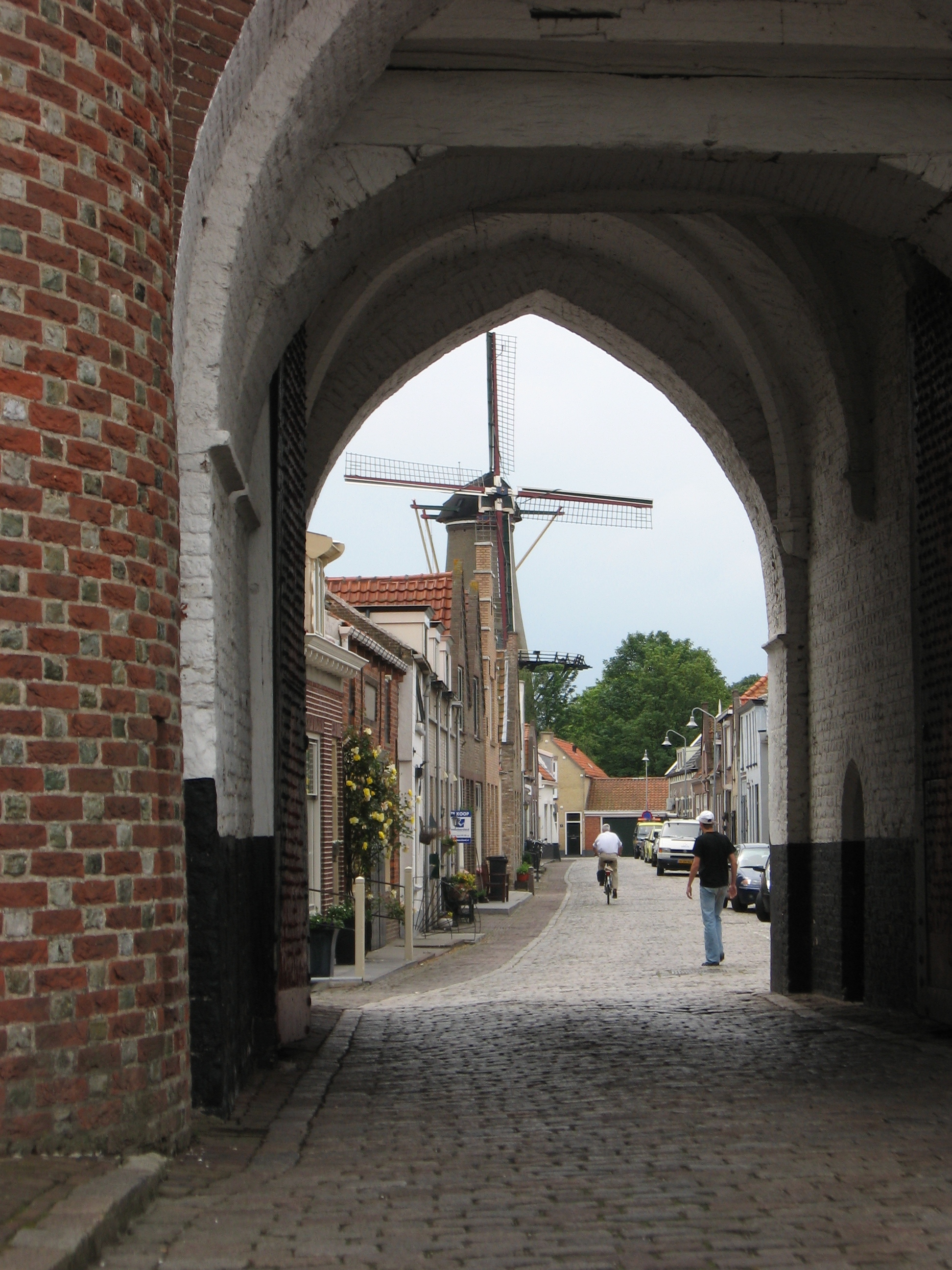
Doorkijk de stad in

De Nobelpoort is een van de drie overgebleven stadspoorten van de stad Zierikzee, in de Nederlandse provincie Zeeland. De poort is landinwaarts gesitueerd en dateert uit het midden van de 14e eeuw. De herkomst van de naam is onduidelijk. Voor de poort lag oorspronkelijk een ophaalbrug. Tot 1866 werden de poorten iedere avond gesloten.
Naar de ouderdom van de drie Zierikzeese poortgebouwen is eind vorige eeuw nader onderzoek verricht. Dit zogenaamd dendrochronologisch onderzoek werd uitgevoerd door de Stichting Ring te Amersfoort, op verzoek van de toenmalige Rijksdienst voor de Monumentenzorg thans onderdeel van de Rijksdienst voor het Cultureel Erfgoed. Het te onderzoeken materiaal bestond uit enkele monsters van eikenhout die uit het schilddak ofwel uit de grote kap van het poortgebouw waren geboord, na nauwgezet te hebben onderzocht welk onderdeel ervan uit de bouwperiode kon dateren. In Amersfoort was men in staat de conclusie te trekken dat de houtmonsters afkomstig waren van rond 1360. Met het opmetselen van het forse muurwerk van hoofdgebouw en torens is men wellicht één à twee decennia eerder begonnen, rond 1350 toen Zierikzee zeer welvarend was en men stenen woonhuizen in het centrum en oostelijke deel van de stad liet verrijzen.
Volgens de volksoverlevering zouden in Zierikzee twee zusters met de familienaam Nobel hebben geleefd, van wie één krom liep. Deze zusters zouden over de bouw van de torenspitsen van de poort hebben getwist. Met als gevolg dat de spits van de rechtertoren meer facetten heeft en deze bovendien iets krom is.
Dat in de veertiende eeuw op het toenmalige eiland Schouwen inderdaad een familie Nobel heeft bestaan, wordt duidelijk bij raadpleging van de rekeningen Bourgondisch-Oostenrijkse Tijdvak in het archief van de Rekenkamer van Zeeland in de depots van het Zeeuws Archief. Hierin worden genoemd landeigenaars Pieter Nobel Jacobsz. en Symon Pieter Nobelsz., daar woonachtig in de jaren dertig en veertig van de veertiende eeuw.
Naar de voorname familie Nobel zijn wellicht ook de Zierikzeese Lange en Korte Nobelstraat vernoemd. Er wordt tevens gedacht aan het sinds de veertiende eeuw in de Lage Landen gebruikte betaalmiddel (de munt) nobel ter verklaring van de naam van het poortgebouw en de twee vermelde straten. 